# 陈中流
陈中流（1993年9月30日—），中國足球运动員，司职前卫。

## 生涯
陈中流，贵州都匀人，少年时在贵阳实验二小开始接触足球，2001年转投深圳盐田体校，2006年加盟杭州绿城。
2011年随杭州绿城梯队组建浙江全运队以温州葆隆足球俱乐部参加2011年中国足球乙级联赛。当年入选国青队并随队参加亚青赛预选赛。
2012年，获新帅冈田武史青睐。升入杭州绿城一线队，3月11日联赛首轮比赛杭州绿城0比0战平青岛中能替补出场，第一次亮相中超联赛。 7月17日，2012年中国足协杯第四轮打进职业生涯的首个进球，帮助杭州绿城2比1击败中甲球队成都谢菲联，晋级下一轮。
2017年1月10日，在中國杯對冰島隊的比賽，首次代表中國國家隊出賽，於57分鐘替補尹鸿博上場，表現卻在賽後飽受球迷及媒體的批評，指責其「場上懶散懈怠的姿態令人憤怒」，也招來網友不滿，足球解說員李欣就稱其為「毒瘤」。

## 轶事
- 冈田武史在接受采访时说：陈中流这样水平的球员，在同年龄段的日本球员里都难以找到。[4]
- 时任中国国青队主帅里克林克甚至称“荷兰都没有这么好的年轻球员”。[5]
- 陈中流曾3次在训练中迟到，被主教练冈田武史直接下放到U19队，并阻其入选国青队。[6]